# Ṣalāt al-fajr
Nell'Islam, la  ṣalāt al-fajr (in arabo صلاة الفجر‎?) è la preghiera che si recita al mattino, alla comparsa del primo raggio di luce all’orizzonte (dunque prima dell’alba); altre preghiere sono quella del mezzodì (ṣalāt al-ẓuhr) e quella del pomeriggio (ṣalāt al-ʿaṣr).